# Power Up (album)
| Recensione         | Giudizio |
| ------------------ | -------- |
| Off Topic Magazine | Positivo |

Power Up (a volte abbreviato come PWR/UP) è il diciassettesimo album in studio del gruppo musicale australiano AC/DC, pubblicato il 13 novembre 2020. Si tratta del sedicesimo album in studio della band pubblicato a livello internazionale e il diciassettesimo in Australia.
L'album segna il ritorno del cantante Brian Johnson, del batterista Phil Rudd e del bassista Cliff Williams, che aveva annunciato il ritiro dalle scene prima della fine del tour dell'album precedente Rock or Bust (2014). Questo è anche il primo album della band dalla morte del loro chitarrista fondatore Malcolm Young nel 2017, alla cui memoria è dedicato.
Shot in the Dark, il primo singolo estratto dall'album, è stato prima parzialmente pubblicato come teaser audio/video e successivamente per intero il 7 ottobre 2020 insieme alla copertina dell'album, alla tracklist e alle opzioni di pre-ordine. Il 30 ottobre viene pubblicato il trailer del brano Demon Fire. L'11 novembre viene pubblicato il secondo singolo Realize.

## Descrizione
(Angus Young)
Dopo l'album del 2014 Rock or Bust, il gruppo ha intrapreso un tour mondiale di diciassette mesi. Prima del tour, il batterista Phil Rudd viene arrestato in Australia con l'accusa di tentato omicidio, detenzione di metanfetamine e cannabis. Per il tour viene sostituito da Chris Slade che aveva già suonato con gli AC/DC nell'album del 1990 The Razors Edge sostituendo Simon Wright che a sua volta arrivò dopo il primo congedo di Rudd. Anche le menzioni di Rudd vengono cancellate dal sito web della band.
Nel febbraio 2016, il cantante Brian Johnson inizia a soffrire di ipoacusia e ciò causa la riprogrammazione delle ultime 10 date del Rock or Bust World Tour. Alla fine, viene sostituito con il cantante dei Guns N 'Roses Axl Rose per le restanti date; secondo alcune voci al nuovo album doveva partecipare lo stesso Axl Rose alla voce, notizia poi smentita in seguito.
Dall'inizio del 2018 cominciano a circolare voci che la band stesse lavorando al suo 17º album in studio con Brian Johnson, Phil Rudd e Cliff Williams di nuovo nella band. Vengono fotografati in uno studio di registrazione in Canada, suggerendo che l'album fosse stato registrato lì, proprio come Rock or Bust.
Il 1º ottobre 2020 gli AC/DC pubblicano il primo teaser di Power Up; uno snippet della loro nuova canzone "Shot in the Dark", che mostra il riff e il ritornello parziale per 25 secondi prima di essere bruscamente interrotto con un effetto sonoro.
Il 5 ottobre 2020, gli AC/DC pubblicano il secondo teaser di Shot in the Dark, annunciando la data di pubblicazione dell'intera canzone fissata il 7 ottobre 2020. Nello stesso giorno, insieme alla copertina dell'album, alla tracklist e alle opzioni di pre-ordine, viene pubblicato il primo singolo.
Power Up viene pubblicato il 13 novembre 2020 uscendo nei seguenti formati: LP (5 versioni), CD standard e CD deluxe (edizione limitata); quest'ultima edizione comprende - oltre al CD standard - una scatola con un pulsante laterale che premendolo fa illuminare il logo del gruppo, mentre gli altoparlanti fanno partire l'introduzione del singolo Shot in the Dark per alcuni secondi; la scatola è anche dotata di un cavetto USB per ricaricare la batteria. Si tratta del secondo caso al mondo di un album con la copertina che si illumina dopo VascoNonStop Live di Vasco Rossi.

## Tracce
Tutti i brani sono composti da Angus Young e Malcolm Young.
1. Realize – 3:37
2. Rejection – 4:06
3. Shot in the Dark – 3:06
4. Through the Mists of Time – 3:32
5. Kick You When You're Down – 3:10
6. Witch's Spell – 3:42
7. Demon Fire – 3:30
8. Wild Reputation – 2:54
9. No Man's Land – 3:39
10. Systems Down – 3:12
11. Money Shot – 3:05
12. Code Red – 3:31

## Formazione
- Brian Johnson – voce
- Angus Young – chitarra solista
- Stevie Young – chitarra ritmica, cori
- Cliff Williams – basso, cori
- Phil Rudd – batteria

## Successo commerciale
Secondo l'International Federation of the Phonographic Industry Power Up è risultato il 6º album più venduto a livello globale nel corso del 2020 in termini di vendite digitali e fisiche con 1,4 milioni di copie.

## Classifiche

### Classifiche settimanali
| Classifica (2020) | Posizione massima |
| ----------------- | ----------------- |
| Argentina         | 3                 |
| Australia         | 1                 |
| Austria           | 1                 |
| Belgio (Fiandre)  | 2                 |
| Belgio (Vallonia) | 1                 |
| Canada            | 1                 |
| Croazia           | 1                 |
| Danimarca         | 2                 |
| Finlandia         | 1                 |
| Francia           | 1                 |
| Germania          | 1                 |
| Giappone          | 11                |
| Grecia            | 1                 |
| Irlanda           | 1                 |
| Islanda           | 8                 |
| Italia            | 1                 |
| Lituania          | 8                 |
| Norvegia          | 1                 |
| Nuova Zelanda     | 1                 |
| Paesi Bassi       | 2                 |
| Polonia           | 2                 |
| Portogallo        | 1                 |
| Regno Unito       | 1                 |
| Repubblica Ceca   | 3                 |
| Slovacchia        | 15                |
| Spagna            | 1                 |
| Stati Uniti       | 1                 |
| Svezia            | 1                 |
| Svizzera          | 1                 |
| Ungheria          | 1                 |

### Classifiche di fine anno
| Classifica (2020) | Posizione |
| ----------------- | --------- |
| Australia         | 4         |
| Austria           | 1         |
| Belgio (Fiandre)  | 40        |
| Belgio (Vallonia) | 15        |
| Croazia           | 31        |
| Francia           | 9         |
| Germania          | 1         |
| Italia            | 35        |
| Paesi Bassi       | 72        |
| Polonia           | 19        |
| Portogallo        | 9         |
| Regno Unito       | 26        |
| Spagna            | 19        |
| Svezia            | 75        |
| Svizzera          | 1         |
| Ungheria          | 16        |
| Classifica (2021) | Posizione |
| Australia         | 96        |
| Austria           | 30        |
| Belgio (Fiandre)  | 138       |
| Belgio (Vallonia) | 63        |
| Francia           | 103       |
| Germania          | 3         |
| Portogallo        | 47        |
| Spagna            | 51        |
| Stati Uniti       | 174       |
| Svizzera          | 5         |
| Ungheria          | 78        |